# Ivanof Bay (Alaska)
Ivanof Bay es un lugar designado por el censo (en inglés, census-designated place, CDP) situado en el borough de Lake and Peninsula, Alaska, Estados Unidos. Según el censo de 2020, tiene una población de 1 habitante.

## Geografía
La localidad está ubicada en las coordenadas 55°55′06″N 159°29′36″O / 55.91833, -159.49333 (55.918199, -159.493298). Según la Oficina del Censo, tiene una superficie de 10.86 km², correspondientes en su totalidad a tierra firme.

## Demografía
Según el censo de 2020, hay 1 persona residiendo en la localidad, que es de una mezcla de razas. No hay hispanos o latinos viviendo en la zona.

## Localidades adyacentes
El siguiente diagrama muestra a las localidades más próximas a Ivanof Bay.